# 澤爾卡利諾耶湖 (濱海邊疆區)
44°10′00″N 135°36′00″E / 44.1667°N 135.6°E

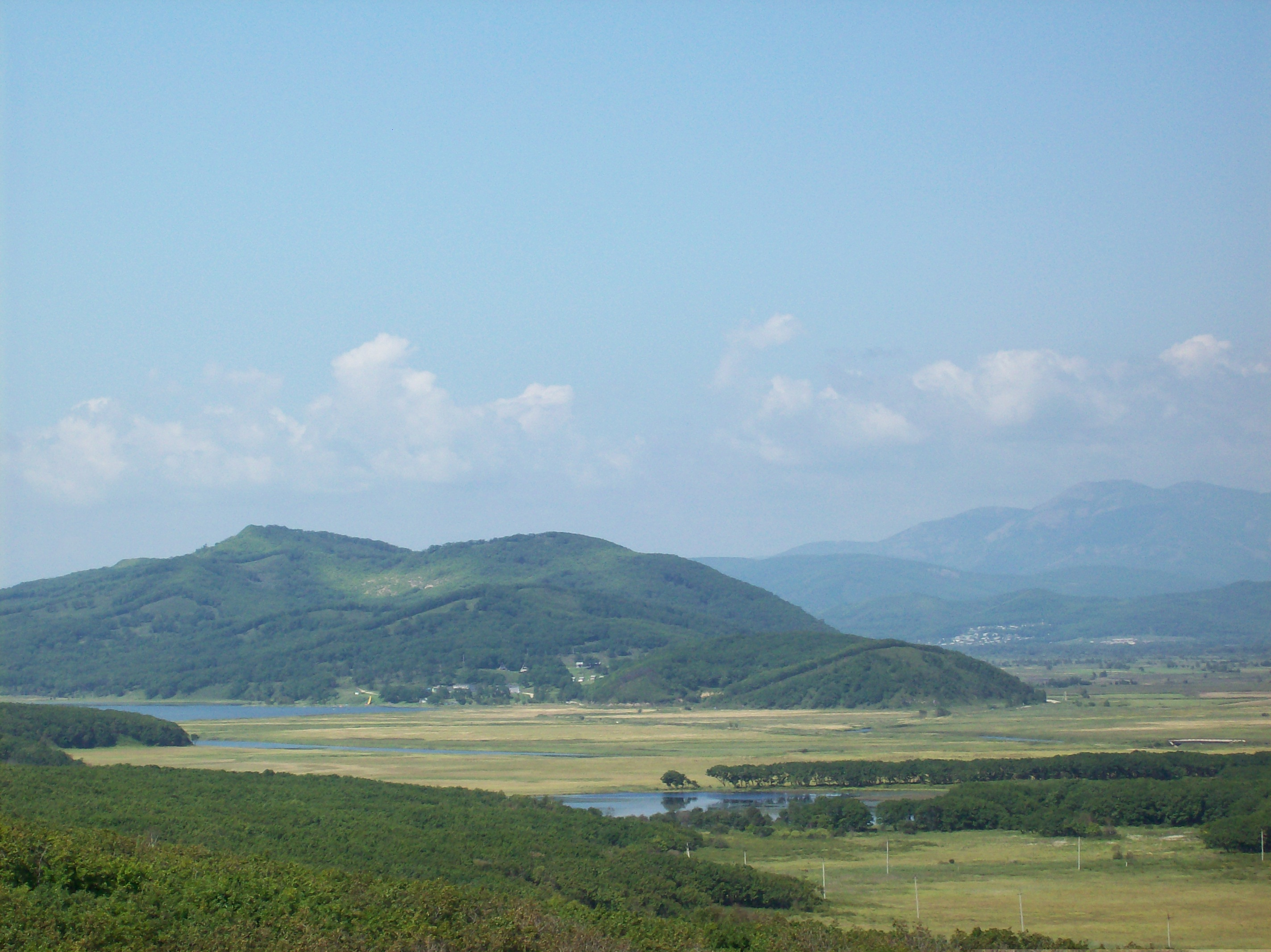

澤爾卡利諾耶湖（俄语：Зеркальное），是俄羅斯的湖泊，位於該國中西部，由濱海邊疆區負責管轄，長1.5公里、寬0.86公里，面積0.99平方公里，海拔高度0.3米，湖岸線長度2.9公里。